# Ganymedes (měsíc)
Ganymedes (též Ganymed nebo z angl. Ganymede) je největší Jupiterův měsíc a současně i největší měsíc ve Sluneční soustavě (těsně před Titanem). Společně s Io, Europou a Callisto se řadí mezi Galileovy měsíce. Je větší než planeta Merkur, ale má přibližně jen polovičku její hmotnosti. I tak je ale nejhmotnějším měsícem ve Sluneční soustavě a je 2,01 krát hmotnější než pozemský Měsíc. Ganymedes má průměr 5 262 km. Od Jupiteru je vzdálen 1,07 milionu km a jeho doba oběhu okolo planety je 7,15 pozemského dne. Kdyby Ganymedes obíhal kolem Slunce místo okolo Jupitera, byl by považován za planetu. Spolu s dalšími měsíci Europa a Io je Ganymedes v dráhové rezonanci v poměru 1:2:4 a vůči Jupiteru má vázanou rotaci.
Ganymedův povrch je tvořen převážně silikátovými horninami a vodním ledem. Vnitřní stavba je podobně jako u planet plně vyvinuta, ve středu se nachází tekuté jádro s velkým obsahem železa. Předpokládá se, že přibližně 200 km pod povrchem Ganymedu se nachází oceán tvořený slanou tekutou vodou mezi vrstvami ledu. Povrch měsíce je tvořen dvěma rozdílnými typy: tmavými oblastmi, silně posetými impaktními krátery o stáří okolo 4 miliard let, které pokrývají přibližně třetinu měsíce. Druhá část je tvořena mladšími, světlejšími oblastmi, které jsou křížem krážem protkané prasklinami a trhlinami. Na území světlejších oblastí je četnost impaktních kráterů řídká. Vznik těchto světlejších oblastí nebyl zatím přesně geologicky vysvětlen, ale předpokládá se, že je spojen s tektonickými procesy způsobovanými slapovým zahříváním.
Ganymedes je jediný známý měsíc ve sluneční soustavě, u kterého byla zjištěna magnetosféra, pravděpodobně tvořená konvekcí probíhající uvnitř tekutého železného jádra. Slabá magnetosféra měsíce je zcela překryta silným magnetickým polem Jupiteru, se kterým je současně i spojena pomocí otevřených siločar. Ganymedes denně obdrží dávku ionizujícího záření o velikosti okolo 8 Remů. Měsíc má slabou kyslíkovou atmosféru, která je tvořena molekulami O, O2 a pravděpodobně i O3. Atomární vodík je v atmosféře jen menšinová složka. Není známo, zda se v atmosféře nachází i ionosféra.
Ganymedes objevil Galileo Galilei během svého pozorování v roce 1610, ale měsíc pojmenoval jiný astronom Simon Marius dle postavy z řecké mytologie Ganyméda, který byl milencem boha Dia a číšníkem bohů. Jde o jediný měsíc Jupiteru, který je pojmenován podle muže. Kolem měsíce jako první proletěla sonda Pioneer 10, následovaná sondami Voyager, které upřesnily jeho velikost. Následovala mise Galileo, která objevila podzemní oceán a magnetické pole měsíce. Na rok 2020 se plánuje vyslání sondy Europa Jupiter System Mission, která bude mimo jiné zkoumat magnetická pole a podpovrchové oceány Ganymedu a Europy.

## Vznik a původ měsíce
Ganymed pravděpodobně vznikl v akrečním disku obklopujícím Jupiter krátce po jeho vzniku. Odhaduje se, že akrece Ganymedu trvala okolo 10 000 let, mnohem méně než 100 000 let potřebných pro vznik Callista. Je možné, že mlhovina obklopující Jupiter byla chudá na plyny v době vzniku Galileových měsíců, což by vysvětlovalo delší čas akrece v případě Callisto. Jelikož Ganymed vznikal blíže k Jupiteru, kde byla mlhovina hustší, vysvětlovalo by to kratší dobu jeho vzniku ve srovnání právě s Callisto. Tato relativně rychlá formace způsobila, že teplo vzniklé akrecí nestihlo vyzářit do okolí, ale soustředilo se uvnitř měsíce a přispělo k vnitřní diferenciaci oddělující od sebe horniny a led. Horniny se usadily uprostřed měsíce, což umožnilo vznik jádra. Kvůli tomu je Ganymed odlišný od Callisto, kde akrece probíhala mnohem déle, takže akreční teplo bylo vyzářeno do okolí a nedošlo u něho k roztavení hornin a diferenciaci jednotlivých vrstev. Tato hypotéza je schopná vysvětlit velké rozdíly ve vzhledu dvou měsíců Jupiteru, které oba vznikly poblíž sebe.
Po zformování si Ganymed podržel teplo vzniklé akrecí a diferenciací, které jen pomalu uvolňoval do ledového pláště. Teplo se v plášti šířilo konvekcí. Brzy se do tepelné bilance přidalo teplo vzniklé rozpadem radioaktivních prvků, což zvýšilo teplotu jádra a přispělo k další diferenciaci, během které vzniklo železné a sulfidoželeznaté vnitřní jádro a křemičitý plášť. Ganymed se tak stal diferenciovaným tělesem. Pro srovnání, radioaktivní rozpad a vzniklé teplo uvnitř Callisto způsobilo konvekční proudy v jeho ledové stavbě. Jelikož se pohybovaly chladným prostředím, efektivně chladly, takže nemohlo dojít k tavení ledu v globálním měřítku a tedy k vážnější diferenciaci. Konvektivní pohyby na Callisto vedly jen k tomu, že se led a horniny od sebe oddělily jen místně. V dnešní době přetrvává názor, že Ganymed chladne jen pozvolna. Teplo z jádra a z křemičitého pláště se pomalu uvolňuje a umožňuje existenci podpovrchového oceánu, kdežto pomalé chlazení tekutého Fe-FeS jádra způsobuje konvekci a umožňuje vznik magnetického pole. Odhaduje se, že tepelný tok na Ganymedu je větší, než v případě Callisto.
V lednu 2010 byla představena další teorie vysvětlující rozdíly mezi Callisto a Ganymedem, která je založena na rozdílné četnosti dopadů těles na povrchy měsíců způsobených gravitací Jupiteru. Jelikož je Ganymed blíže k Jupiteru než Callisto, byl častěji vystaven impaktům cizích těles o vyšších rychlostech v období velkého bombardování, což podle teorie mělo způsobit roztavení povrchu Ganymedu do velké hloubky. Takto se do nižších vrstev dostalo teplo, které nemohlo rychle uniknout.

## Fyzikální charakteristika

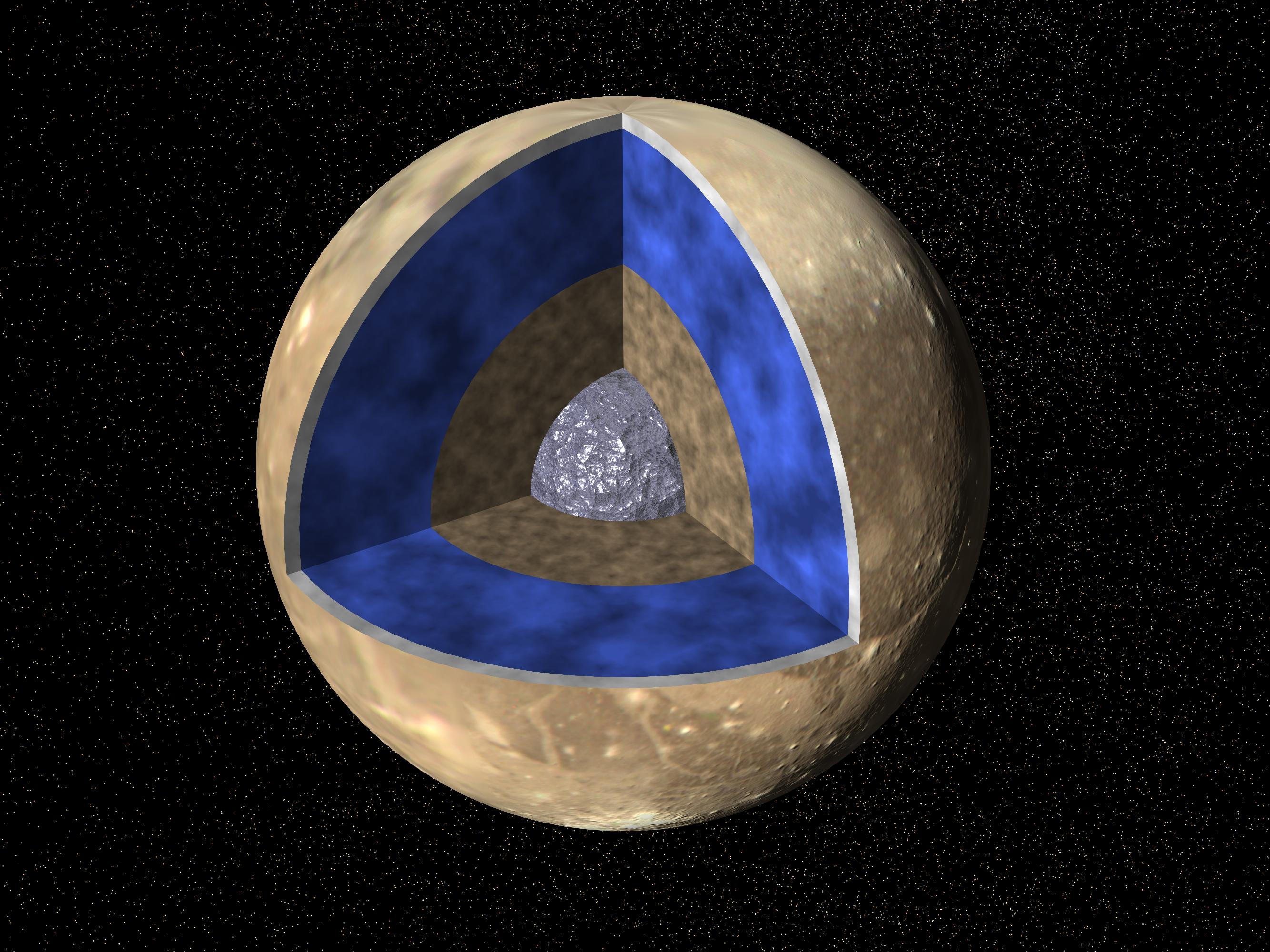
Vnitřní stavba Ganymedu

### Stavba
Průměrná hustota Ganymedu je 1,936 g/cm3, což by odpovídalo zastoupení přibližně stejného dílu hornin a vody, která je z většiny ve formě ledu.
Hmotnostní zlomek ledu je mezi 46 až 50 %, což je nepatrně méně než u Callista. Předpokládá se, že se v ledu budou nacházet i další příměsi jako čpavek. Přesné složení horninového pláště není známo, ale je podobné složení chondritů typu L či LL, které se od chondritů typu H liší především menším zastoupením železa, vyskytujícím se převážně ve formě oxidů a jen v malé míře ve formě železa metalického. Hmotnostní poměr železa vůči křemičitanům je 1,05 až 1,27 v případě Ganymedu, naproti tomu u Slunce je tento poměr 1,8. 
Albedo Ganymedu dosahuje 43 %. Vodní led se zdá přítomný všude na povrchu s hmotnostním zastoupením 50 až 90 %, což je značně více než je zastoupení ledu v rámci celého tělesa měsíce. V infračervené spektroskopii se ukazuje přítomnost silných absorpčních čar o délce 1,04, 1,25, 1,5, 2,0 a 3,0 mikrometru odpovídající vodnímu ledu. Popraskaný povrch je jasnější a obsahuje více ledu než tmavší oblasti. Analýza snímků ve vysokém rozlišení, v infračerveném spektru pořízených sondou Galileo a za pomoci pozemních pozorování potvrdila přítomnost i jiných sloučenin než vody, a to oxidu uhličitého, oxidu siřičitého a pravděpodobně i dikyanu, kyseliny sírové a množství organických sloučenin. Galileo taktéž objevil síran hořečnatý (MgSO4) a nejspíše i síran sodný (Na2SO4) na povrchu měsíce. Objevené soli by mohly pocházet z podpovrchového oceánu.
Povrch Ganymedu je asymetrický, přivrácená polokoule směrem ke směru oběhu je světlejší než odvrácená, což je stejné jako v případě Europy, ale opačné než u Callista. Předpokládá se, že přivrácená polokoule je obohacena oxidem siřičitým. Oproti tomu rozložení oxidu uhličitého po měsíci se zdá být symetrické, kromě oblastí pólů, kde nebyl pozorován. Impaktní krátery na Ganymedu (vyjma jednoho) neukazují žádné známky obohacení oxidem uhličitým, které je známé z Callista. Pravděpodobně v minulosti došlo k tomu, že Ganymed své zásoby oxidu uhličitého vyčerpal.

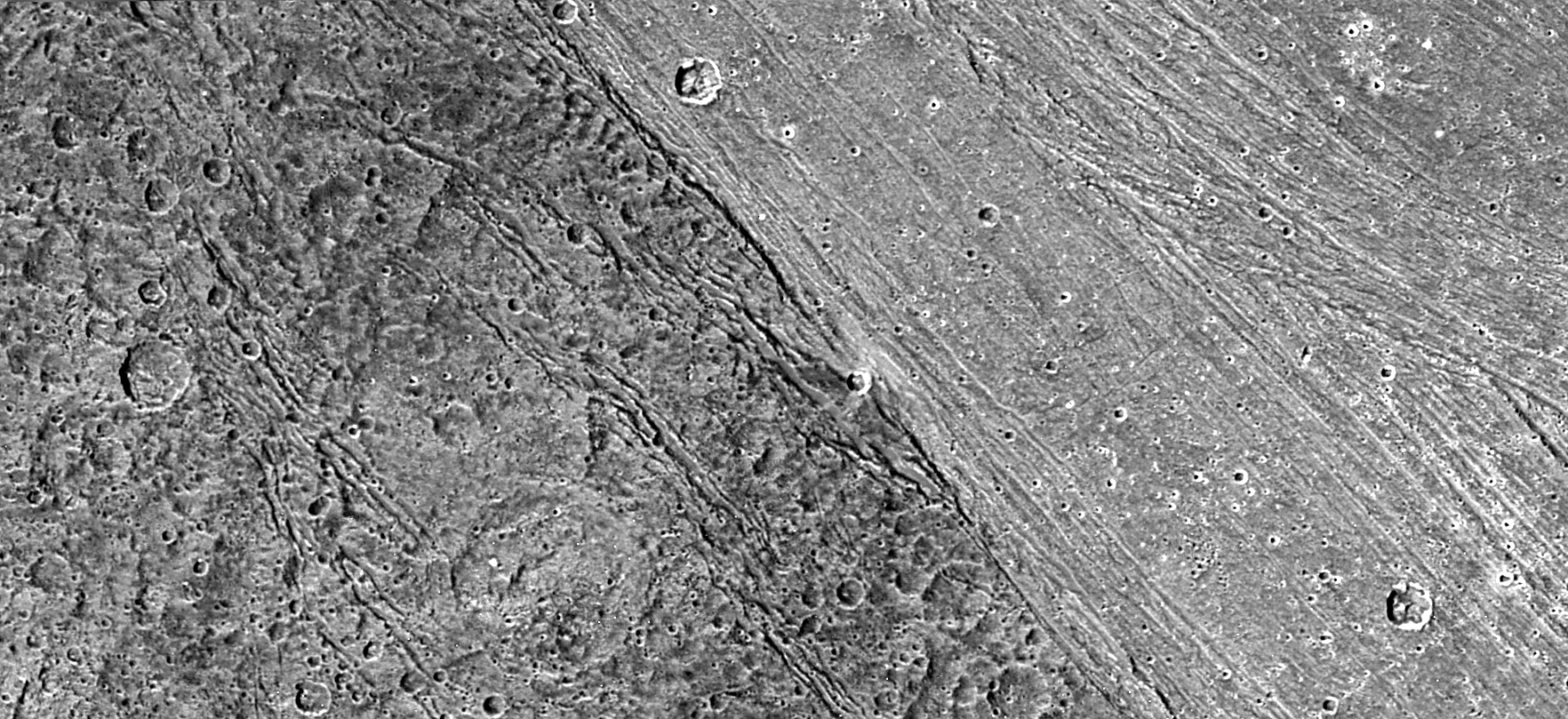
Ostrá hranice odděluje tmavou oblast Nicholson Regio od světlé oblasti Harpagia Sulcus

Zdá se, že Ganymed je zcela diferencovaný. Skládá se z jádra, které obsahuje sulfidy železa a železo, křemičitého pláště a vnějšího ledového pláště. Tento model je podporován nízkou hodnotou bezrozměrného momentu setrvačnosti — 0,3105 ± 0,0028 —, která byla změřena během přeletů sondy Galileo. Ve skutečnosti má Ganymed nejnižší moment setrvačnosti ze všech pevných těles ve sluneční soustavě. Existence tekutého, na železo bohatého jádra umožňuje vysvětlit existenci vlastního magnetického pole Ganymedu naměřeného sondou Galileo. Konvekce tekutého železa, které je vysoce elektricky vodivé, je nejpřijímanější model vysvětlující vznik magnetického pole.

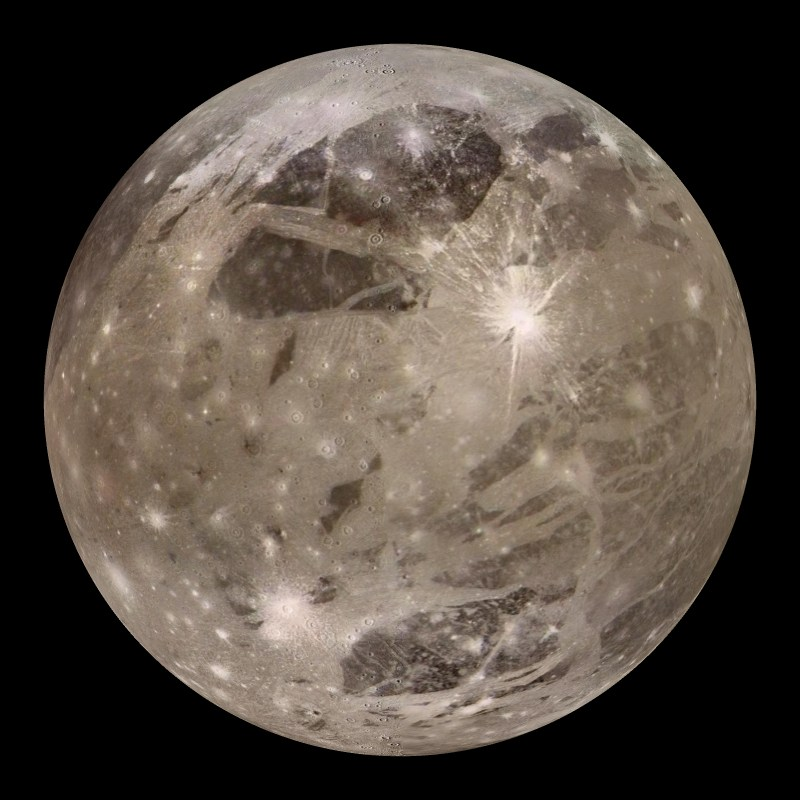
Ganymed

Určení přesné tloušťky jednotlivých vrstev uvnitř Ganymedu závisí na poměru minerálů v silikátech (zastoupení olivínu a pyroxenu) a množství síry v jádře. Odhaduje se, že vnitřní jádro má poloměr 700 až 900 kilometrů a 800 až 1000 kilometrů mocný by mohl být vnější ledový plášť, zbytek připadá na silikátový plášť. Hustota jádra se pravděpodobně pohybuje mezi 5,5 až 6 g/cm3, silikátový plášť pak mezi 3,4 až 3,6 g/cm3. Některé modely vysvětlující vznik magnetického pole požadují přítomnost kapalného jádra tvořeného čistým železem na místo železného jádra s vyšším poměrem síry. Poloměr takovéhoto jádra by pak mohl dosahovat až 500 kilometrů. Teplota v jádře Ganymedu je pravděpodobně mezi 1500 až 1700 K a tlak dosahuje přes 10 GPa (gigapascalů, tj. 105 barů).

## Povrch
Ganymed měl složitou geologickou historii, která vytvořila hory, údolí, krátery a toky lávy. Jeho povrch je pokryt světlými a tmavými oblastmi, které se od sebe pravděpodobně liší stářím. Tmavé oblasti jsou hustě pokryty krátery, což naznačuje, že vznikly velice dávno. Zabírají přibližně třetinu povrchu. Naproti tomu světlé oblasti vykazují nižší četnost impaktních kráterů, ale pro změnu jsou protkány množstvím trhlin a prasklin. Tmavé oblasti nejspíše obsahují jíly a organické materiály, které by mohly napovědět více o tělesech, ze kterých měsíc vznikl v době akrece.
Pro povrchové útvary na Ganymedu jsou vybírána jména vesměs z mytologií kultur úrodného půlměsíce od Egypta po Mezopotámii, přitom krátery mají jména bohů a hrdinů.
Jupiter a jeho měsíce přijmou méně než 1/30 množství slunečního záření přijímaného Zemí, Ganymed navíc v podstatě nemá atmosféru, která by teplo zachycovala. Ganymedův den je téměř 7 pozemských dní dlouhý a stejnou dobu potřebuje k vykonání oběhu okolo Jupitera, což vede k tomu, že se na povrchu pohybují teploty od 70 K do 152 K.

### Povrchové útvary

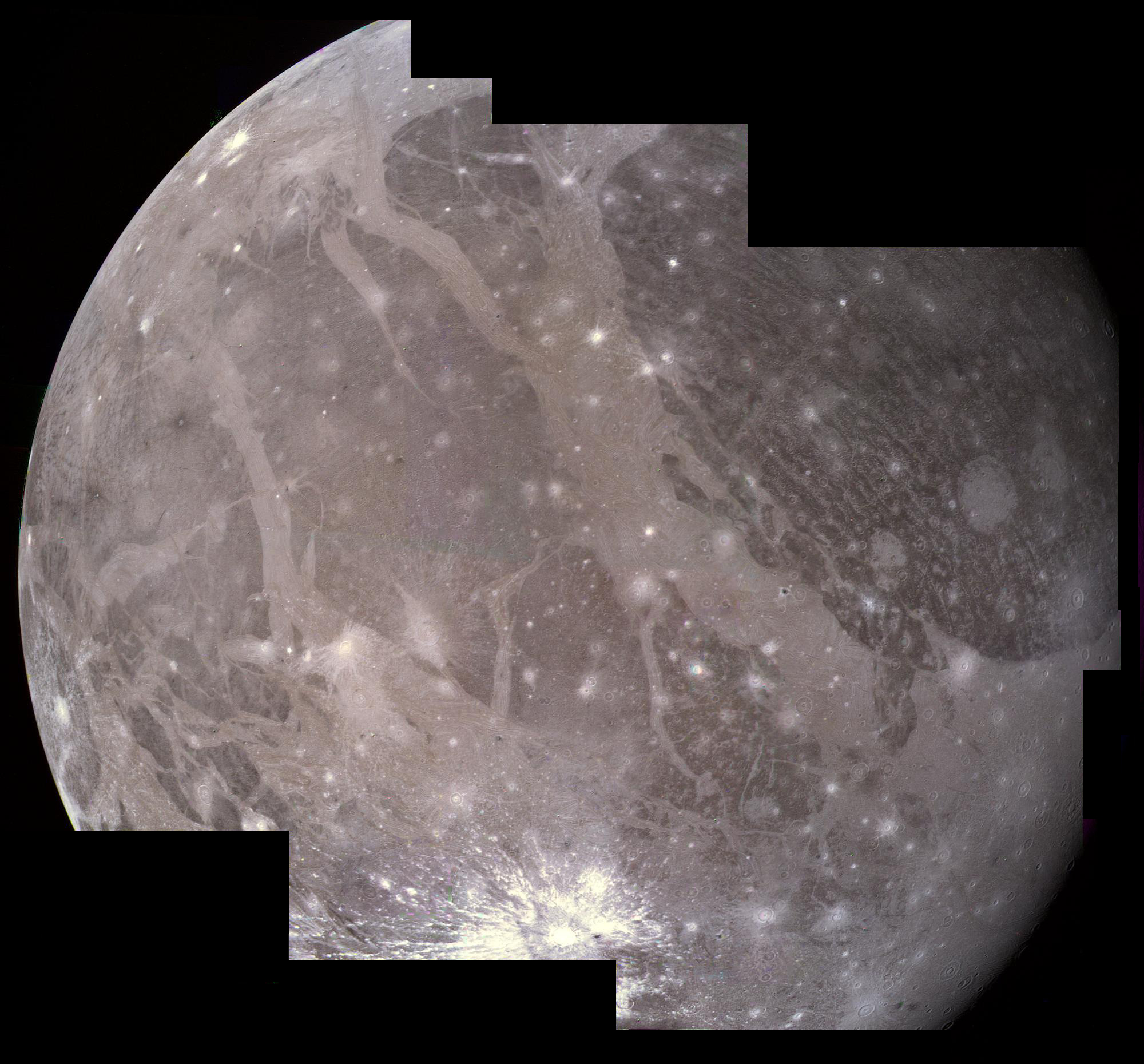
Mozaika fotografií pořízená sondou Voyager 2 ukazujíc odvrácenou stranu měsíce vzhledem k Jupiteru. Nahoře vpravo leží tmavá prastará oblast Galileo Regio, kterou odděluje Uruk Sulcus od menší tmavé oblasti Marius Regio. Čerstvý led vyvržen z poměrně mladého kráteru Osirir vytváří ve spodní části radiálně se rozbíhající paprsky.

Tepelný mechanismus potřebný pro vznik rozpraskaného terénu povrchu Ganymedu je zatím nezodpovězená otázka planetologie. Moderní názor předpokládá, že vznikl jako projev přírodních tektonických procesů, ve kterých hrál kryovulkanismus jen minimální (pokud nějakou) roli. Síly, které by způsobily napětí v Ganymedově ledové litosféře, mohly pocházet z gravitační interakce s Jupiterem vedoucí ke vzniku tepla v dávné době, kdy prošel nestabilními dráhovými rezonancemi. Gravitační pnutí na led mohlo způsobit zahřátí vnitřní části měsíce a napnout litosféru, což by vedlo k popraskání a sérii výzdvihů a poklesů částí litosféry a přetvoření až 70 % starého tmavého povrchu. Popraskaný povrch ale mohl vzniknout taktéž procesy spojenými s formováním jádra částečně ohřívaného slapovými procesy, což by způsobilo mírné zvětšení Ganymedu o 1 až 6 % vlivem fázových změn v ledu a teplotní roztažnosti. Během následného vývoje by teplá voda stoupala k povrchu od jádra ve formě plumy, což by způsobovalo nárůst tlaku a tektonické deformace litosféry. Radioaktivní rozpady minerálů jsou v současnosti hlavním energetickým zdrojem tepla ovlivňující tloušťku podpovrchového oceánu. Modely naznačují, že pokud by byla výstřednost dráhy o řád větší než je nyní (jak mohlo být v minulosti) teplo získávané slapovými procesy by bylo větší než z radioaktivních rozpadů.
Impaktní krátery je možné pozorovat na obou typech povrchu, ale četnější jsou na tmavých částech, které byly do velké míry formovány nárazy cizích těles. Světlejší popraskaný terén je krátery poset mnohem méně, takže se impakty na jeho vývoji podepsaly jen málo. Četnost impaktních kráterů naznačuje, že tmavé oblasti jsou staré přibližně 4 miliardy let, což je stejně jako vrchoviny na Měsíci. Oproti tomu světlé oblasti jsou mladší, ovšem zatím není známo o kolik. Ganymed mohl zažít období pozdního těžkého bombardování před 3,5 až 5 miliardami let podobně jako Měsíc. Pokud by se tato hypotéza potvrdila, znamenalo by to, že většina impaktních kráterů by pocházela z tohoto období. Krátery se vzájemně překrývají a přerušují i systémy prasklin, což naznačuje, že jsou mladší než praskliny. Na povrchu je možné pozorovat i relativně mladé krátery s příčně se rozbíhajícími paprsky vyvrženého materiálu. Krátery na Ganymedu jsou plošší než krátery na Měsíci a Merkuru, což je pravděpodobně způsobeno ledovou kůrou Ganymedu, která se může rozpustit a tak krátery zarovnávat. U starších kráterů je tak možné pozorovat pouze jejich bývalé okraje.

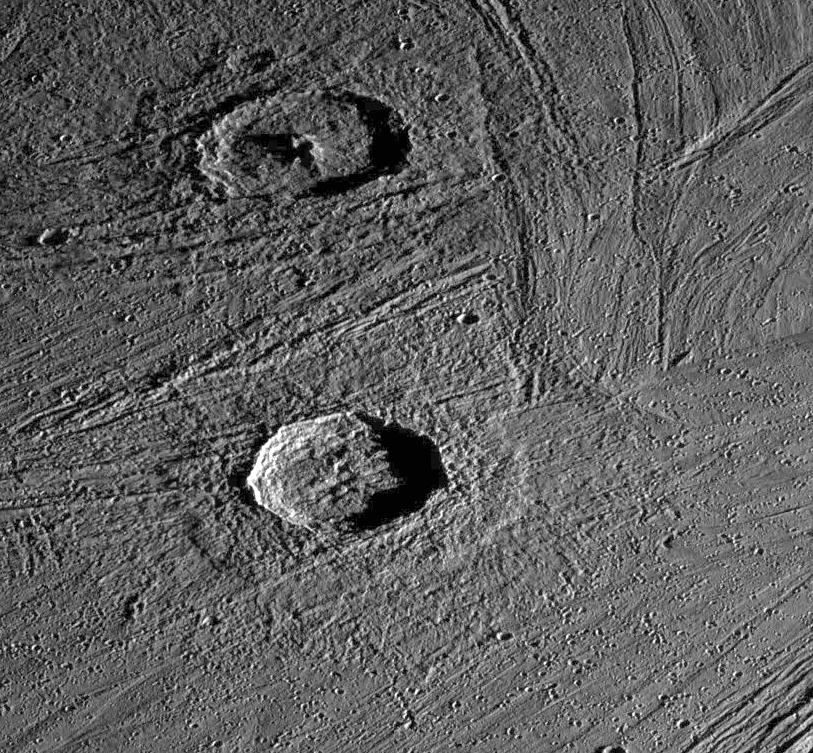
Čerstvý impaktní kráter na rozpraskaném povrchu měsíce

Snadno rozpoznatelný útvar na Ganymedu je temná planina pojmenovaná Galileo Regio, na které se nachází série soustředně se sbíhajících prasklin či brázd, vzniklých zřejmě během nějakého období geologické aktivity. Dalšími významnými oblastmi jsou polární čepičky měsíce, které jsou pravděpodobně tvořeny zmrzlou vodou zasahující až do oblasti 40° severní i jižní šířky. Čepičky byly poprvé pozorovány během průletu sond Voyager a podle údajů získaných sondou Galileo stojí za jejich vznikem bombardování ledu plazmatem. Ganymed má totiž vlastní magnetické pole, a důsledkem jeho přítomnosti je, že oblasti ve vyšších zeměpisných šířkách jsou nabitými částicemi pocházejícími z Jupiteru bombardovány mnohem intenzivněji. Nárazy těchto částic způsobují rozprašování zmrzlého materiálu, z něhož se následně teplotními vlivy oddělí světlý vodní led od tmavších materiálů. Vodní led pak má tendenci se usazovat hlavně v chladnějších oblastech, což je zřejmě důvodem vzniku polárních čepiček.

### Krátery, světlé a tmavé pruhy
Povrch měsíce Ganymed vykazuje četné impaktové krátery, mnoho z nich má rozsáhlé systémy jasných paprsků. Krátery postrádající systémy paprsků jsou pravděpodobně starší než ty, které je mají. Světlé pruhy křižují povrch v různých směrech a obsahují spletitý systém střídavých přímočarých světlých a tmavých pruhů, které mohou představovat deformace vrstvy ledové kůry.

### Systém souřadnic
Délka je na Ganymedu odvozena od kráteru Anat, který po určení souřadného systému leží na 128° délky.

### Atmosféra a ionosféra

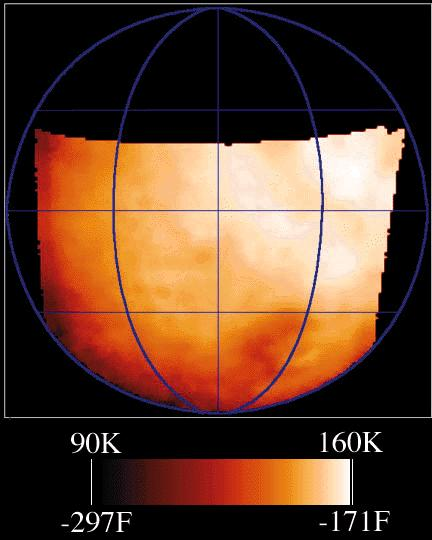
Teplotní mapa povrchu Ganymedu v nepravých barvách

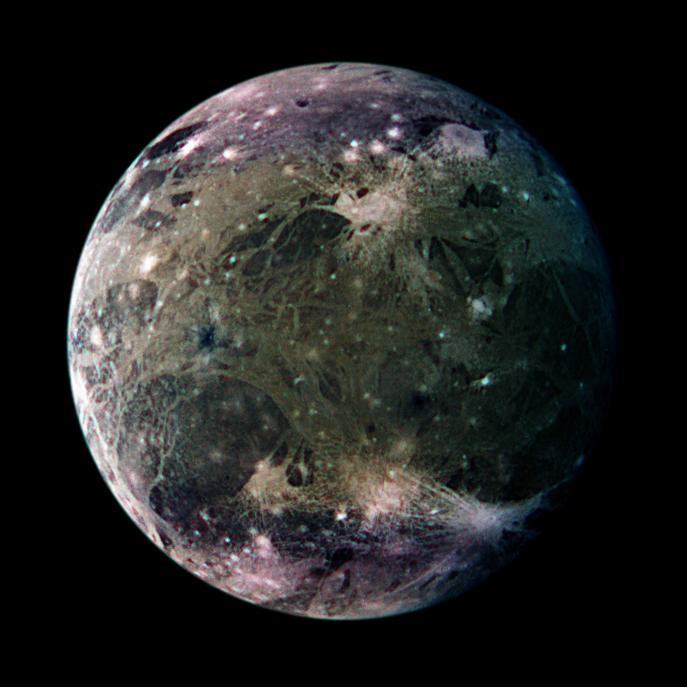
Odvrácená strana Ganymedu v nepravých barvách, fotografie pořízená sondou Galileo

V roce 1972 mezinárodní tým astronomů z Indie, Spojeného království a USA pracující na indonéské observatoři Bosscha ohlásil objev slabé atmosféry okolo měsíce během zákrytu hvězdy. Atmosférický tlak na povrchu odhadly na 1 μBar (0,1 Pa). Nicméně v roce 1979 pozorovala sonda Voyager 1 zákryt hvězdy κ Centauri během jejího letu k planetě s rozdílnými výsledky. Měření během zákrytu byla provedena v dalekém ultrafialovém spektru světla o vlnové délce 200 nm, což zaručilo citlivější měření než pozorování ve viditelném spektru z roku 1972. Voyager 1 nezjistil žádnou přítomnost atmosféry okolo měsíce. Maximum částic nad povrchem určil na 1,5e+9 cm−3, což by odpovídalo atmosférickému tlaku na povrchu méně než 2,5e-5 μBar; hodnotě, která byla téměř o pět řádů menší, než bylo naměřeno během roku 1972. Starší měření se tak ukázalo jako příliš optimistické.
V roce 1995 pozoroval Hubbleův vesmírný dalekohled slabou kyslíkovou atmosféru Ganymedu, která je velice podobná atmosféře Europy. Teleskop objevil slabé světelné záření atmosféry (anglicky tzv. airglow) atomů kyslíku v dalekém ultrafialovém záření o délce 130,4 nm a 135,6 nm. Světelné záření se nachází v atmosféře, když molekulární kyslík je disociován srážkou s elektronem, což je důkaz neutrální atmosféry složené primárně z molekul O2. Hustota částic nad povrchem bude pravděpodobně okolo 1,2 až 7+e8 cm−3 odpovídajíc atmosférickému tlaku při povrchu 0,2 až 1,2e−5 μBaru. Tyto hodnoty odpovídají hornímu limitu toho, co naměřily sondy Voyager. Kyslík nemusí v tomto případě ale být důkazem života, jelikož se předpokládá, že vzniká rozpadem vodních molekul vázaných v ledu na vodík a kyslík vlivem radiace. Jelikož je pak vodík lehčí než kyslík, snáze unikne gravitačnímu působení Ganymedu do okolního vesmíru. Výskyt světelného záření na Ganymedu není prostorově stejný jako v případě Europy, Hubbleův teleskop pozoroval dvě zářící oblasti na severní a jižní polokouli okolo 50° šířky, což odpovídá hranici mezi otevřenými a zavřenými silokřivkami magnetosféry Ganymedu. Zářící oblasti jsou pravděpodobně polární záře způsobené pohybem zachyceného plazmatu podél otevřených siločar.
Existence neutrální atmosféry vede k tomu, že by mohla existovat ionosféra, jelikož molekuly kyslíku jsou ionizované dopady energeticky nabitých elektronů přicházejících z magnetosféry a sluneční extrémně ultrafialovou radiací. Nicméně existence ionosféry Ganymedu je kontroverzní, podobně jako vlastnosti jeho atmosféry. Některá měření sondy Galileo našly zvýšenou hustotu elektronů poblíž měsíce naznačující existenci ionosféry, další neobjevily nic. Hustota elektronů poblíž povrchu se pohybuje mezi 400–2500 cm−3. K roku 2008 ale vlastnosti hypotetické ionosféry nebyly detailněji určeny.
Dalším důkazem existence kyslíkové atmosféry pocházejí od spektroskopických měření plynů zachycených v ledu na povrchu Ganymedu. V roce 1996 se podařilo zaznamenat spektrální čáry ozónu (O3). V roce 1997 spektroskopické analýzy odhalily dimery (neboli dvouatomový kyslík) v absorpčních čarách molekulárního kyslíku. Taková absorpce je možná jen pokud je kyslík v pevném skupenství. Nejlepším kandidátem jsou molekuly kyslíku zachyceného v ledu. Hloubka absorpčních pásů záleží na šířce a délce, než na albedu povrchu; mají tendenci klesat s rostoucí šířkou na Ganymedu, zatímco O3 ukazuje opačný efekt. Laboratorní výsledky ukazují, že O2 se nebude shlukovat a bublat, ale rozpustí se v ledu na relativně teplém povrchu Ganymedu, kde se teploty pohybují kolem 100 K.
Ačkoliv na Europe byl sodík objeven, na Ganymedu se při podobném hledání v roce 1997 nenašel. Sodík byl přinejmenším 13 krát méně zastoupen okolo Ganymedu než je tomu v okolí Europy, pravděpodobně kvůli jeho relativnímu nedostatku na povrchu nebo kvůli tomu, že magnetosféra odrazí energeticky nabité částice. Dalším prvkem v atmosféře je atomární vodík. Atomy vodíku byly pozorovány až 3000 km nad povrchem měsíce. Jejich hustota na povrchu dosahuje 1,5e+4 cm−3.

## Magnetické pole
Sonda Galileo provedla šest těsných průletů kolem měsíce mezi lety 1995 až 2000, během kterých objevila trvalé magnetické dipólové pole nezávislé na Jupiterovu působení. Ganymed je jediným měsícem sluneční soustavy, u kterého bylo vlastní magnetické pole neindukované polem planety zjištěno.
Magnetické pole kolem Ganymedu lze v prvním přiblížení považovat za složení vlastního dipólového pole Ganymedu s magnetickým polem Jupiteru. Magnetické pole Jupiteru lze v místě obíhajícího Ganymedu považovat za homogenní, s velikostí magnetické indukce přibližně 120 nT, jeho směr se však během oběhu měsíce kolem planety poněkud mění. Z naměřených dat skutečného magnetického pole pak vycházejí hodnoty vlastního magnetického pole Ganymedu: hodnota magnetického momentu se pohybuje okolo 1,3×1020 A·m2, což je třikrát více než například magnetický moment Merkuru. Směr magnetického dipólu je přitom odchýlen od rotační osy o úhel přibližně 176° a má tak téměř opačný směr než magnetický dipól Jupiteru; „severní“ magnetický pól leží pod oběžnou rovinou na 24° délky Ganymedu (hlavní poledník 0° směřuje vlivem vázané rotace vždy k Jupiteru, „severní“ magnetický pól leží na polokouli „odvrácené“ vzhledem k jeho oběžnému pohybu). Magnetická indukce vlastního pole na povrchu Ganymedu je na rovníku přibližně 750 nT, na pólech asi dvakrát vyšší a to 1440 nT.

Schéma magnetického pole u Ganymedu

Struktura výsledného magnetického pole je poněkud odlišná od planetárních magnetických polí. Vzhledem k síle a orientaci obklopujícího magnetického pole Jupiteru pouze v rovníkové oblasti Ganymedu (do cca 30° šířky Ganymedu) indukční čáry vystupující z povrchu měsíce do něj opět vstupují (a vytvářejí tak oblast vlastní magnetosféry Ganymedu); v ostatních oblastech jsou navázané na indukční čáry Jupiterova pole (magnetické pole je součástí magnetosféry Jupiteru). Průměr magnetosféry je 4-5 poloměrů Ganymedu. Byla prokázána i existence magnetopauzy. Lepší modely magnetického pole uvažují navíc plazma Jupiterovy ionosféry, ve které Ganymed obíhá, a započítávají tak do modelu magnetosféry i magnetohydrodynamické vlivy. Jsou tak schopny vysvětlit, proč na rozdíl od magnetosféry Země není magnetopauza u Ganymedu spojena s rázovou vlnou – plazma spolurotující s Jupiterem má vzhledem ke Ganymedu rychlost nižší, než je Alfvénova rychlost (přibližně poloviční). V oblasti vlastní magnetosféry jsou v uzavřeném magnetickém poli zachycovány nabité částice a tvoří se zde radiační pásy. V polárních oblastech Ganymedu může plazma z Jupiterovy ionosféry podél magnetických indukčních čar vstupovat až do atmosféry měsíce a způsobuje polární záře, které skutečně byly pozorovány Hubbleovým teleskopem v ultrafialovém spektru. Těžké ionty dopadající až na povrch mají dostatečnou energii k vyrážení atomů ze struktury ledu a způsobují tím jeho charakteristické ztmavnutí.
Za předpokladu, že Ganymed má diferencovanou strukturu s objemným kovovým jádrem, jeho vlastní magnetické pole je generované podobným způsobem jako u Země – je výsledkem pohybu vodivých materiálů uvnitř měsíce. Pravděpodobně vzniká konvekčním pohybem uvnitř jádra, který vytváří magnetohydrodynamické dynamo. Jisté pochybnosti u předpokladů tohoto modelu vzbuzuje fakt, že podobná tělesa vlastní pole nemají. Některé výzkumy naznačují, že jádro měsíce by mělo být v současnosti natolik vychladlé, že by tekutý pohyb v jádře, jakož i magnetické pole, měly být již zaniklé. Navrženým východiskem je podobné zdůvodnění, jako u popraskaného povrchu – slapové jevy by dostatečně zahřívaly plášť a bránily tak jádru vychladnout. Dalším vysvětlením by mohla být remanentní magnetizace křemičitanových hornin v plášti, způsobená v minulosti silným magnetickým polem generovaným magnetohydrodynamickým dynamem.
Vedle vlastního magnetického pole má Ganymed, podobně jako Callisto a Europa, také indukované dipólové magnetické pole. Vzniká v důsledku proměnlivosti magnetického pole Jupiteru v okolí Ganymedu. Je asi o řád slabší než vlastní magnetické pole a jeho převládající orientace je v radiálním směru, tedy směrem od nebo k Jupiteru. U rovníku v místech, kde je nejsilnější, dosahuje jeho magnetická indukce hodnoty až 60 nT. Jeho existence naznačuje, že měsíc by mohl mít velké množství podpovrchové slané vody s vysokou elektrickou vodivostí.

## Oběžná dráha a rotace
Ganymed obíhá Jupiter ve vzdálenosti 1 070 400 km, a mezi Galileovými měsíci je tedy od Jupitera druhý nejvzdálenější (po Callisto). Jeden oběh mu trvá asi sedm dní a tři hodiny. Jako většina známých měsíců má Ganymed vázanou rotaci, takže je k planetě stále přivrácen stejnou stranou. Jeho oběžná dráha je lehce výstřední a mírně nakloněná k Jupiterovu rovníku. Výstřednost (excentricita) oběžné dráhy a její naklonění (inklinace) se kvaziperiodicky mění vlivem gravitačního rušení Jupitera a Slunce. Tyto změny se odehrávají v časovém měřítku staletí, přičemž excentricita se mění v rozsahu 0,0009–0,0022 a inklinace v rozsahu 0,05–0,32°. Tyto oběžné změny současně způsobují, že se sklon rotační osy (úhel mezi rotační a oběžnou osou) mění mezi 0 až 0,33°.

Animace ukazuje Laplacovu rezonanci měsíce Io s Europou a Ganymedem

Měsíce Io, Europa a Ganymed se nacházejí v tzv. dráhové rezonanci 4 : 2 : 1. To znamená, že během jednoho oběhu Ganymeda kolem Jupiteru oběhne Europa dvakrát a Io čtyřikrát. Horní konjunkce Europy a Io nastává vždy v bodě, kdy je Io nejblíže Jupiteru (tzv. perijovium) a Europa nejdále (tzv. apojovium). Horní konjunkce Europy a Ganymeda nastává, když je Europa v perijoviu. Jednoduché poměry oběžných dob těchto těles (tzv. Laplaceova rezonance) také umožňují konjunkce trojité.
Současná Laplaceova rezonance již nedokáže více zvýšit výstřednost dráhy Ganymedu. Nyní excentricita dosahuje přibližné hodnoty 0,0013, která je pravděpodobně pozůstatkem z dávné historie satelitu, kdy zvyšování výstřednosti dráhy ještě bylo možné. Tato hodnota je však současně poněkud matoucí. Pokud na ni rezonance již nemá žádný vliv, dalo by se očekávat, že bude narušena vlivem slapové disipace uvnitř Ganymedu. To znamená, že k poslednímu nárůstu výstřednosti muselo dojít nanejvýš před několika stovkami milionů let. Protože výstřednost oběžné dráhy Ganymedu je relativně malá – v průměru 0,0013 –, znamená to, že slapové zahřívání měsíce je v současné době zanedbatelné. V minulosti však Ganymed mohl projít jednou nebo více rezonancemi podobnými rezonanci Laplaceově, díky nimž byla výstřednost oběžné dráhy zvýšena až na hodnotu 0,01–0,02. To pravděpodobně způsobilo významné slapové zahřívání vnitřku Ganymedu. Jeho zvrásněný terén by mohl být důsledkem jedné nebo i více takových episod.
Původ Laplaceovy rezonance mezi měsíci Io, Europa a Ganymed není zatím objasněn. Podle jedné z hypotéz je nutné ho hledat již v počátcích sluneční soustavy. Podle jiné se však objevila až poté, co již byla formace sluneční soustavy ukončena. Události mohly probíhat v následujícím sledu: Slapové působení mezi Io a Jupiterem způsobilo nárůst oběžné dráhy Io, který se tak dostal do rezonance 2 : 1 s Europou. Poté tento nárůst pokračoval, ale část momentu hybnosti byla přenesena na Europu, neboť vlivem rezonance narůstala i její oběžná dráha. Tento proces pokračoval, dokud se Europa nedostala do rezonance 2 : 1 s Ganymedem. Nakonec došlo k synchronizaci konjunkcí všech tří měsíců a k jejich uzamčení v Laplaceově rezonanci.

## Objev a pojmenování

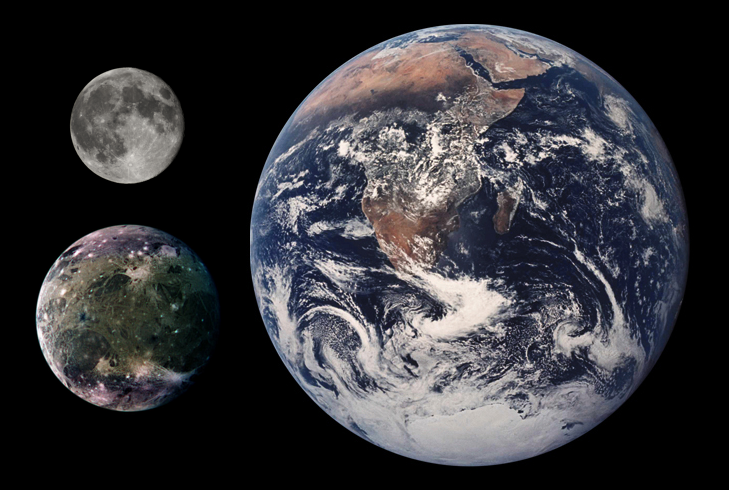
Srovnání velikosti Země, Měsíce a Ganymeda.

7. ledna 1610 Galileo Galilei pozoroval se svým nově zkonstruovaným dalekohledem tři světelné zdroje kolem Jupiteru, o kterých se domníval, že se jedná o hvězdy. Během opakovaného pozorování druhého večera si všiml, že se tyto body pohnuly. Současně 13. ledna 1610 objevil i čtvrtou předpokládanou hvězdu, která se ukázala být Ganymed. 15. ledna Galileo přišel s vysvětlením, že tyto údajné hvězdy jsou tělesa, které obíhají okolo Jupiteru. Jako objeviteli mu připadlo právo pojmenovat měsíce, a rozhodl se je pojmenovat Medicejské měsíce.
Francouzský astronom Nicolas-Claude Fabri de Peiresc navrhoval, aby se pro každý měsíc ze skupiny Medicejských měsíců zavedl vlastní pojmenování, ale jeho návrh byl zamítnut. Další astronom Simon Marius, který tvrdil, že objevil měsíce Jupiteru před Galileem, navrhoval původně pojmenování „Saturn Jupiteru“, „Jupiter Jupiteru“ (pro Ganymed), „Venuše Jupiteru“ a „Merkur Jupiteru“, ale i toto pojmenování bylo zamítnuto. Na popud Johana Keplera Marius se ještě jednou pokusil navrhnout jiná pojmenování pro měsíce:
… pak tam byl také Ganymédes, nádherný syn krále Trosa, kterého Jupiter, vzav na sebe podobu orlovu, přenesl na svých zádech do nebes, jak dodnes básníci zpívají… Třetí též pán světla, Ganymédes…

Toto a i další jména pro Galileovo měsíce upadlo v zapomnění po určitý čas a nebylo používáno až do první poloviny 20. století, kdy se astronomové k těmto názvům vrátili. V dřívější astronomické literatuře je Ganymed uváděn jako římská číslice III, což vyjadřovalo jeho pozici vzhledem k Jupiteru. Jednalo se tak o třetí měsíc Jupiteru. Po objevení měsíců Saturnu se pak začalo opět používat pojmenování, které navrhli společně Kepler a Marius. Ganymed se stal jediným měsícem Jupiteru, který nese mužské jméno. Ostatní jsou ženského rodu a také ony nesou jména milenek boha Dia.

## Průzkum

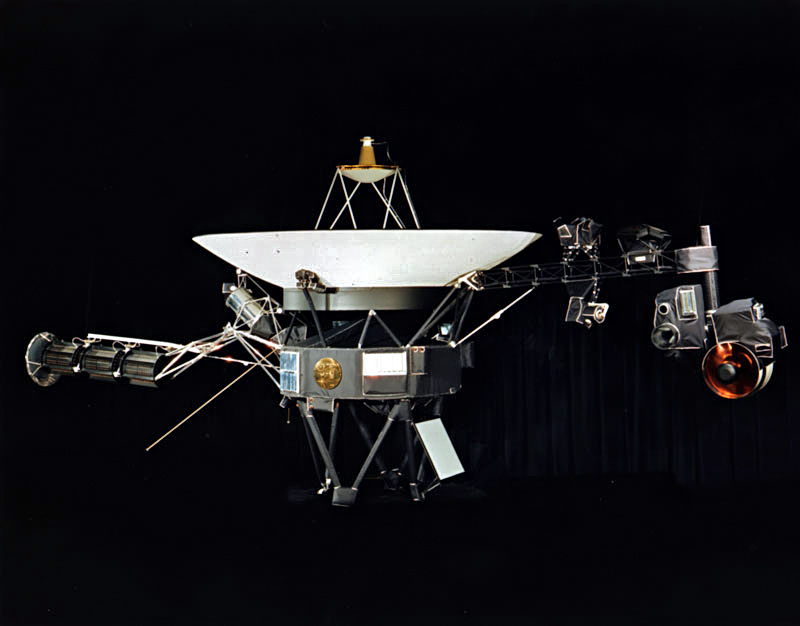
Vesmírná sonda Voyager

Několik sond letících či obíhajících okolo Jupiteru detailně zkoumalo i měsíc Ganymed. První sonda, která systém navštívila, byl americký Pioneer 10 následovaný Pioneerem 11. Pioneery o Ganymedu mnoho informací nezískaly. Po nich soustavou proletěla dvojice amerických sond Voyager 1 a Voyager 2 v roce 1979. Průlet Voyagerů pomohl určit průměr měsíce s výsledkem, že Ganymed je větší než Saturnův měsíc Titan, což vyvrátilo předchozí opačný názor. Ukázaly také povrch pokrytý trhlinami a prasklinami.
V roce 1995 přiletěla do soustavy sonda Galileo, která byla navedena na oběžnou dráhu kolem Jupiteru. Mezi lety 1996 až 2000 provedla celkem šest těsných průletů kolem Ganymedu s cílem podrobně ho zmapovat a prozkoumat. Jednalo se o průlety nazvané G1, G2, G7, G8, G28 a G29. Během nejtěsnějšího průletu G2 proletěla sonda Galileo pouze 264 km nad povrchem měsíce. Průlet G1 v roce 1996 přinesl objev magnetické pole měsíce, později v roce 2001 bylo ohlášeno objevení podpovrchového oceánu. Sonda Galileo odeslala zpět na Zemi velké množství spektroskopických snímků, s jejichž pomocí byly objeveny na povrchu složky netvořené ledem. V roce 2007 proletěla kolem Ganymedu americká sonda New Horizons na své cestě k Plutu. Sonda během průletu vyhotovila mapu topografie a složení povrchu.
Na rok 2020 je naplánován start mise Europa Jupiter System Mission (EJSM) ve spolupráci evropské ESA a americké NASA za účelem prozkoumat měsíce Jupiteru. V únoru 2009 agentury společně prohlásily, že tato mise dostane prioritu před misí Titan Saturn System Mission. I přes to ale bude muset mise soupeřit s ostatními projekty ESA o financování. V případě, že se mise uskuteční, bude se skládat z amerického modulu Jupiter Europa Orbiter, evropského modulu Jupiter Ganymede Orbiter a japonského Jupiter Magnetospheric Orbiter.
Již dříve se objevovaly návrhy sond na výzkum Ganymedu. Jedním z nich byl koncept sondy Jupiter Icy Moons Orbiter, který měl získávat energii pomocí štěpení prvků. Nicméně mise byla v roce 2005 zrušena pro škrty v rozpočtu. Další neuskutečněná mise byla například sonda nazvaná The Grandeur of Ganymede.